# Widgelli
Widgelli is een plaats in de Australische deelstaat New South Wales.